# 遊星王子
『遊星王子』（ゆうせいおうじ）は、1958年11月11日 - 1959年9月4日に日本テレビ系で放映された日本の特撮・連続テレビ映画であり、1959年製作・公開、若林栄二郎監督による日本の劇場用映画である。主人公の名称を題名としたものであり、テレビ映画の製作は宣弘社プロダクション、提供は東京芝浦電気（現在の東芝）一社であった。
2021年8月27日公開のリブート映画『遊星王子2021』および『ドラマ版「遊星王子2021」』についても、本記事で記述する。

## 概要
宣弘社のテレビヒーロー第2弾であり、日本初の宇宙人を主人公とするテレビヒーローである。地球を宇宙連邦に加えるべく、遊星からやってきた遊星王子の地球での活躍を描く。
前作『月光仮面』は「和製スーパーマン」を目指したが、本作品ではよりSF色を強め「和製スーパーマン」の色合いをさらに強めた。これは本作品のころには『スーパーマン』などのアメコミヒーローが日本に上陸しており、日本の子供たちに人気を博していたためである。遊星王子は遊星から空飛ぶ円盤でやってきた。地球に着いて200年間眠っていたが、ダム工事により目を覚ました。円盤は敵を追跡するときなどにもしばしば使用した。第4部ではSF要素は薄まり、インドを舞台とした秘境ものになっている。SF描写が減った代わりにアクションが重視された。
本作品は後に多くのヒーロー作品を手掛ける伊上勝の脚本家デビュー作である。本作品は東芝商事による子供向けテレビドラマ台本の懸賞募集が基になっている。当時明治大学を卒業し、宣弘社に入社したばかりの伊上勝が一晩で書き上げた脚本が入選し、そのまま原作採用されて番組化したものである。伊上は本作品を「和製スーパーマン物」と呼んでいる。第4部で描かれた「ばらばらになったアイテムを集めて秘宝を見つける」という展開は、『仮面の忍者 赤影』や『隠密剣士』など後年の伊上の作品でも多用された。
監督を務めた藤田潤一は当時肺結核を患っており、制作進行の浅井清は藤田が村山療養所から通っていたと証言している。
出演者は、日吉としやすや武藤英司ら『月光仮面』に出演した俳優が多く登場しており、第3話では月光仮面役の大瀬康一もゲスト出演した。
当時溜池にあったスポンサーの東芝商事のビルの屋上などでも撮影が行われた。
宣弘社の担当であった大場徳次は、本作品の制作費は50万円前後であり、フィルムネットでのプリント代1万5千円を制作費に当てていたと証言している。
劇場版では、コスチュームが違っていたり宇宙船を所有したりと、テレビ版とは全く違うヒーローとなっていた。
矢島利一による漫画版が『少年』に連載された。

## キャスト
- 遊星王子・ワクさん - 三村俊夫（現：村上不二夫）
  - 遊星からやって来た王子。地球での仮の姿は、銀座の街角で靴磨きをしているワクさんという青年。子供には「おじさん」と呼ばれることが多い。
  - 顔が隠れていないコスチュームでありながら、あくまでその正体は不明でオープニングにも（遊星王子：？）とクレジットされている。村上が実際にスーツに入って演技している。
  - 白黒画面で判然としない遊星王子の実際のコスチュームの色は当時の雑誌記事ではライトブルー（英語版）と記載されており、当時発売されていたメンコなどの関連商品などでもその色で塗装されている。
- 誠 - 日吉としやす
- 君子- 早ミチ子/村越伊佐子（第4部）
- 武田刑事 - 武藤英司

### 各編ゲスト
参照岩佐陽一 2001, p. 71, 「遊星王子 ON AIR LIST」
- ボス - 大塚周夫
- 情婦 - 安部恵子
- 配下 - 久野四郎
- 川島刑事 - 奥脇法彦
- スパイ団 - 司浩二
- 解説者 - 杉浦宏
- 宮下選手 - 大瀬康一
- 清 - 清水了太
- 堀田博士 - 高木二朗
- ジム - 嵯峨善兵
- 道子 - 日暮里子
- 雪子 - 久邇恭子
- 深田 - 林寛
- 田部井 - 真木裕
- 黒木 - 小金井秀春
- マハン - 安部恵子
- 看護婦 - 北桂子
- 女中トキ - 加納栄子
- クラブバード配下 - 若宮邦夫
- 阿部 - 小島隆
- 安田 - 橋本雅之
- ソガ - 長沢元
- ブタナ - 佐藤誠也
- ブラックバード配下 - 名和三平、堀江武、井上健二
- レッドバード - 梵十三

## スタッフ
- 制作：小林利雄
- 企画：西村俊一
- 原作・脚本：伊上勝
- 監督：藤田潤一
- 音楽：服部克久

## 主題歌
「遊星王子の歌」
作詞 - 伊上勝 / 作曲・編曲 - 服部克久 / 歌 - 大江洋一、上高田児童合唱団
「宇宙を駆って」
作詞 - 伊上勝 / 作曲・編曲 - 服部克久 / 歌 - 大江洋一、上高田児童合唱団

## 放映リスト

### 遊星王子篇
1. プロローグ・宇宙の果から - 1958年11月11日放映
2. 怪盗X
3. 消えたホームラン王
4. ロボット設計図
5. 二人の王子
6. 暗殺者
7. まぼろし大使（前篇）
8. まぼろし大使（中篇）
9. まぼろし大使（后篇）
10. 遊星王子の贈物
11. 人工衛星ブルーバード号（前篇）
12. 人工衛星ブルーバード号（后篇）
13. 幽霊屋敷の怪

### 恐怖奇厳城篇
1. 恐怖奇巌城 第1回
2. 恐怖奇巌城 第2回
3. 恐怖奇巌城 第3回
4. 恐怖奇巌城 第4回
5. 恐怖奇巌城 第5回
6. 恐怖奇巌城 第6回
7. 恐怖奇巌城 第7回
8. 恐怖奇巌城 第8回
9. 恐怖奇巌城 第9回
10. 恐怖奇巌城 第10回

### 大空魔団篇
1. 張られた罠
2. ロボット兵団
3. 宇宙戦争
4. 追われる男
5. 空中飛行術
6. 新らしい敵
7. 暗黒兵団出現す
8. 三つの死闘
9. 死の放射能
10. 地球の危機
11. 不敵な挑戦
12. 月世界基地
13. 魔団の破滅

### 魔境黄金洞篇
1. 呪いの宝石
2. バラモンの妖術
3. 魔の手はのびる
4. ブラックハートの挑戦
5. 遊星王子の危機
6. 三番目の宝石
7. 正義か悪魔
8. 假面の正体
9. 魔境の秘密
10. グラマ暗殺団
11. 死のロッククライミング
12. クマウン滝の決戦
13. さよなら遊星王子 - 1959年9月4日放映

## 放送局
- 日本テレビ（同時ネット）
- ラジオ新潟テレビ（現・新潟放送、月曜 18:15 - 18:45）[11]

## 映像ソフト化
- 1980年代にVHSソフトがジャパンホームビデオからリリースされた。収録作品は「プロローグ」と初期の3話。なお収録されている「プロローグ」は後続のDVD収録分とは全くの別バージョンである。
- 1990年代には「懐かしのTVシリーズ傑作選」シリーズの一本として第1話と最終回を収録したVHSがリリース。
- それぞれ「…篇」という題名ごとに、2002年9月25日 - 同年10月25日にDVD-BOXが発売されている[12][13]が、第2話「怪盗X」と第13話「幽霊屋敷の怪」はフィルムが紛失しているため、未収録。
- 2011年12月23日に第1部「遊星王子篇」が全3巻[14]、第2部「恐怖奇巌城篇」が全3巻[15]、第3部「大空魔団篇」が全4巻[16]、第4部「魔境黄金洞篇」が全4巻[17]と、それぞれDVDセットで再発売されている。
- 2015年9月25日に第1部「遊星王子篇」が全1枚のBDで発売されている[18]。

## 劇場版

### 『遊星王子』『遊星王子 恐怖の宇宙船』
テレビ版の好評をうけて劇場版が2作品製作された。テレビ本編の劇場版ではなく、基本設定のみを活かし、出演者やコスチュームデザイン、細部設定は一新されている。
1. 『遊星王子』（ゆうせいおうじ、1959年5月19日公開） - 正
2. 『遊星王子 恐怖の宇宙船』（ゆうせいおうじ きょうふのうちゅうせん、1959年5月25日公開） - 続

アメリカでは、『プリンス・オブ・スペース』のタイトルで2作を1本にまとめた83分の再編集版が1962年にテレビ放映された。配給はウォルター・マンレイ・エンタープライジーズ。
東映で初めてSF調のメカが登場した作品とされる。

#### スタッフ・作品データ
- 企画：岡田実彦
- 監督：若林栄二郎
- 脚本：森田新[注 3]
- 原作：伊上勝
- 音楽：服部克久
- 撮影：飯村雅彦
- 照明：銀屋謙蔵
- 美術：中村修一郎
- 録音：広上庄三
- 編集：長沢嘉樹
- 特撮：宝来正三
- 助監督：佐藤肇
- 製作：東映東京撮影所
- 上映時間（巻数 / メートル）：正 57分[19]（6巻 / 1,570メートル） / 続 64分[19] （6巻 / 1,760メートル）
- フォーマット：白黒映画 - 東映スコープ（2.35:1） - 24fps - モノラル録音
- 映倫番号：正 11221 / 続 11222
- 公開日： 日本 1959年5月19日[19] / 続 1959年5月25日[19]
- 配給： 東映
- 同時上映：正 『ふたり若獅子』（監督深田金之助、主演東千代之介） / 続 『独眼竜政宗』（監督河野寿一、主演中村錦之助）

#### キャスト
- 遊星王子・ワクさん：梅宮辰夫
- 幸子：峰博子
- 真城博士：明石潮
- 一郎：朝見朗
- 誠：小森甲二
- 君子：都築みどり
- 武田刑事：神田隆
- 沢本：立松晃
- 芝崎：成瀬昌彦
- 向井：須藤健
- 田部井：長谷部健
- 東野：杉義一
- 酒井：佐原広二
- 角田：小塚十紀雄
- 川島刑事：山本麟一
- 内藤医師：片山滉
- 新聞記者：北峰有二、久保一
- まぼろし大使：岡譲司
- まぼろし大使の配下：岩城力、轟謙二、三原浩、八名信夫
- 立石博士：曽根秀介
- 立石夫人：中野かほる
- 幸田司令：沢彰謙
- 福原防衛庁長官：斎藤紫香
- 宗方三佐：南川直
- 松田一佐：織本順吉
- 渡辺一佐：増田順司
- 運転手：岩上瑛

#### エピソード
- 当時、梅宮辰夫から弟分のように可愛がられていた俳優の岡崎徹は、自身が『仮面ライダーアマゾン』への出演を断ったことを告げたところ、梅宮から自身も『遊星王子』に出演していたことを引き合いに出されて「仕事を選べるような立場なのか」と叱責され、『アマゾン』への出演を決意したという[21]。

## 『遊星王子2021』
2021年1月21日に、『遊星王子』のリブート作品として制作が発表された。監督は河崎実、コスチュームデザインは麻宮騎亜が担当している。主な出演者は日向野祥、織田奈那、団時朗、きくち英一など。同年8月27日公開。
2021年7月18日には、完成披露上映会に河崎と主要俳優陣が出席した。
2021年8月27日には先述の予定通り公開され、同年8月28日にはヒューマントラストシネマ渋谷にて開催された舞台挨拶に河崎と主要俳優陣が登壇した。なお、同挨拶の司会を務めた映画コメンテーターの有村昆も、劇中にワンシーンだけ出演している。2021年10月15日からはイオンバーチャルシネマでも公開された。
あらすじ
ある星系から飛来した1基の宇宙船が地球に墜落してから200年後の日本。とある街のパン屋「大村パン店」に突如宇宙の侵略者・タルタン人が店の地下に埋蔵されている希少な鉱石"バシート鉱石"を狙い、襲来してきた。パン屋の娘・君子に魔手が伸びたその時、得も言われぬ全身スーツに身を包んだひとりの男が現れ、君子を救った。その男こそ、宇宙船墜落の衝撃で長年眠っていたMP5星雲第四遊星の王子・遊星王子であった。その後、パン屋に居候することになった遊星王子は、執拗に刺客を差し向けるタルタン人と戦い、地球を守るヒーローとして一躍国民の人気者になった。また、時に自分と瓜二つのトップアイドル歌手と入れ替わったりして地球での生活を満喫しているようにみえた。だが、実は墜落の際の衝撃により大半の記憶を失ったため、第四遊星への戻り方が思い出せずにいたのであった。
スタッフ
- 監督・脚本・製作総指揮・制作プロデューサー：河崎実
- 原作：宣弘社
- 原脚本：伊上勝
- 製作総指揮：菅谷英一、後藤明信
- 企画・プロデューサー：村岡貞之
- 製作：中尾洋美、福本径、伊藤明博、倉田麻由、宮田純一朗
- 制作プロデューサー・照明：佐熊慎一
- 制作プロデューサー：関谷和隆
- 脚本：木川明彦
- 撮影監督：佐々木雅史
- 録音：岡賢治、塩田康一
- ヘアメイク：松橋亜紀、河野みなみ
- スタイリスト：チバヤスヒロ
- スチール：池田旬也
- 助監督：前田柊
- 遊星王子デザイン：麻宮騎亜
- キャラクターデザイン：加藤礼次朗
- 特殊造形：梶康伸
- CGディレクター：渡辺輝重
- CGアーティスト：小原正士
- 操演：横井ゆたか
- アクション指導：早瀬重希とAction team RAL'C
- MA：永田恭紀
- 編集・SE・メイキング：川崎雄太
- 音楽：ナカムラリョウ、タカハシヒョウリ
- アートワークデザイン：小松清一
- 主題歌：工藤崇希「遊星王子のうた2021」
- エンディングテーマ：NONA REEVES「Disco Amigo」（daydream park records / TOWER RECORDS）
- 配給・宣伝：パル企画
- 制作プロダクション：リバートップ
- 製作会社：「遊星王子2021」製作委員会（MinyMixCreati部／CS日本／竹書房／リバートップ）

キャスト
- 遊星王子／舟木康介：日向野祥
- 大村君子／クローディア姫：織田奈那
- 若林司
- 平優心
- 岩井志麻子
- 津沢彰秀
- 宇宙の悪魔タルタン星人のボス：堀田眞三
- 小林さとし
- 鈴木秀人
- なべやかん
- ウクレレえいじ
- 小堀敏夫
- 町あかり
- 本橋信宏
- 三上丈晴
- 有村昆
- 大林素子（友情出演）
- 染谷俊之（特別出演）
- 西寺郷太（特別出演）
- 吉田照美（特別出演）
- 遊星王：団時朗

## テレビドラマ『遊星王子2021』
2021年に公開された劇場用映画『遊星王子2021』の内容に未公開シーンを追加したテレビドラマ。日テレプラスにて2022年4月10日・17日に2話ずつ放送した。全4話。
| 話数   | 放送日         | サブタイトル     |
| ------ | -------------- | ---------------- |
| 第1話  | 2022年 4月10日 | 遊星から来た勇者 |
| 第2話  | 2022年 4月10日 | ふたりの王子     |
| 第3話  | 4月17日        | まぼろし大使現る |
| 最終話 | 4月17日        | さらば遊星王子   |

スタッフ
- 原作 - 宣弘社
- 原脚本 - 伊上勝
- 製作 - 中尾洋美、福本径、伊藤明博、倉田麻由、宮田純一朗
- 企画・プロデュース - 村岡貞之
- 脚本 - 木川明彦、河崎実
- 監督 - 河崎実
- 製作総指揮 - 菅谷英一、後藤明信、河崎実
- OP主題歌 - 工藤崇希「遊星王子のうた2021」
- ED主題歌 - NONA REEVES「Disco Amigo」（daydream park records / TOWER RECORDS）
- 制作プロダクション - リバートップ
- 製作・著作 - 「遊星王子2021」製作委員会（MinyMixCreati部／CS日本／竹書房／リバートップ）